# Francis Granger

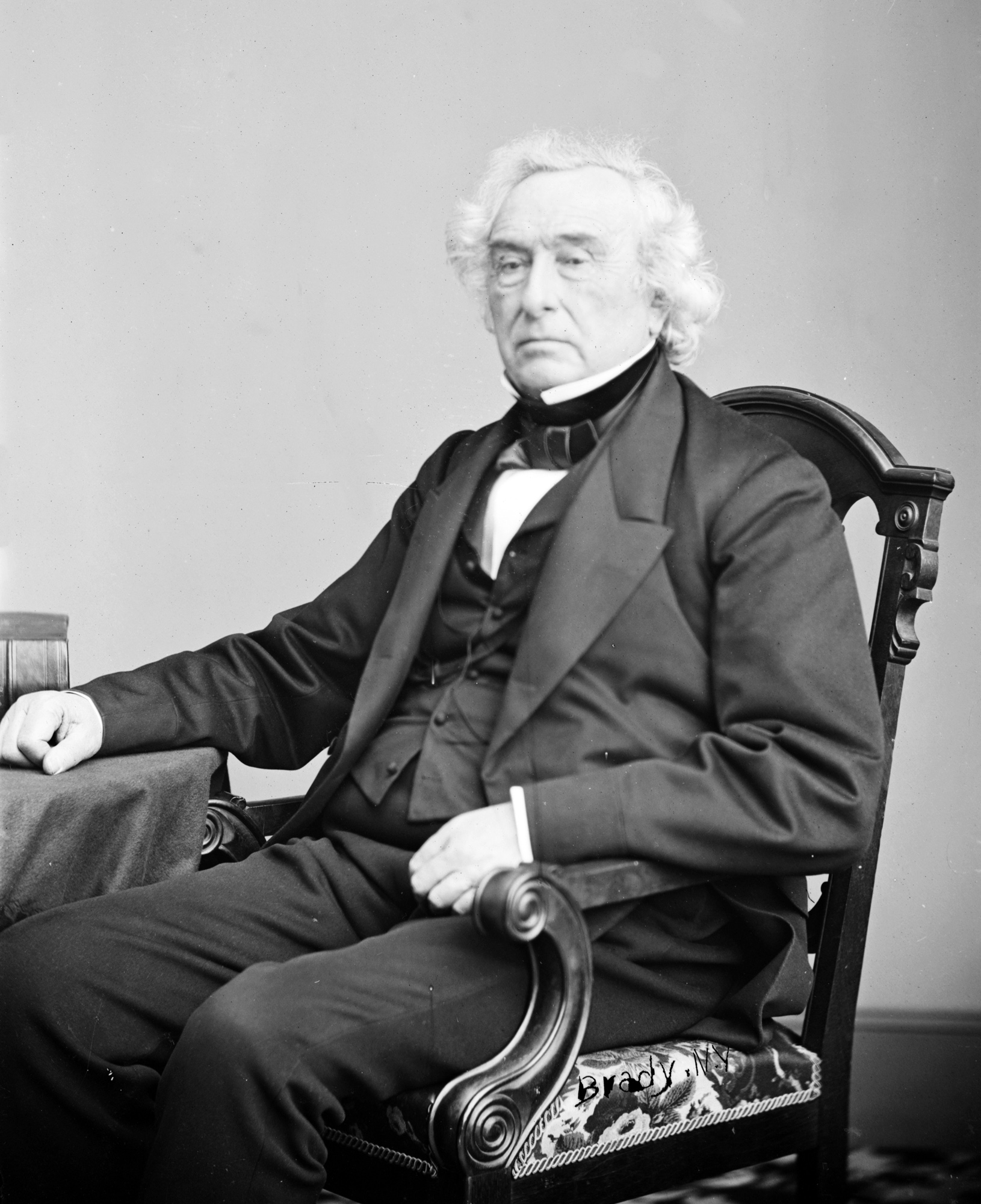
Francis Granger

Francis Granger (* 1. Dezember 1792 in Suffield, Hartford County, Connecticut; † 31. August 1868 in Canandaigua, New York) war ein US-amerikanischer Politiker, der unter den US-Präsidenten William Henry Harrison und John Tyler als Postminister dem Kabinett angehörte.

## Leben
Francis Granger war der Sohn von Gideon Granger, der 1801 ebenfalls Postmaster General wurde. Sein Cousin Amos P. Granger schlug ebenso eine politische Laufbahn ein und vertrat den Staat New York im US-Repräsentantenhaus.
Nach einem Studium der klassischen Altertumswissenschaften graduierte Granger 1811 am Yale College. Gemeinsam mit seinem Vater zog er dann 1814 nach Canandaigua im Ontario County (New York). In der Folge studierte er Jura, wurde 1816 in die Anwaltskammer aufgenommen und wurde als Jurist tätig. Nach der Hochzeit mit Cornelia Rutson VanRensselaer wurde 1821 der Sohn Gideon geboren; 1823 starb seine Frau bei der Geburt einer Tochter, die ebenfalls nicht überlebte.

## Politik
Von 1826 bis 1828 sowie noch einmal von 1830 bis 1832 gehörte Francis Granger der New York State Assembly an. 1828 kandidierte er erfolglos als Vizegouverneur von New York, 1830 und 1832 scheiterte er jeweils als Kandidat der National Republican Party für das Gouverneursamt.
Bei der Präsidentschaftswahl 1836 war er der Kandidat der Whigs für die Vizepräsidentschaft an der Seite von William Henry Harrison. Da das Electoral College aufgrund der Kandidatur von vier Whig-Bewerbern gespalten war, erhielt keiner der vier Anwärter auf das durch eine separate Wahl besetzte Amt des Vizepräsidenten die nötige absolute Mehrheit; allerdings verfehlte der Demokrat Richard Mentor Johnson, der Running mate des neuen Präsidenten Martin Van Buren, diese nur um eine Stimme. So musste zum ersten und einzigen Mal der US-Senat den Vizepräsidenten bestimmen. Hier siegte Johnson schließlich mit einer Zwei-Drittel-Mehrheit.
Zu dieser Zeit gehörte Granger als Nationalrepublikaner dem US-Repräsentantenhaus an, in das er am 4. März 1835 eingezogen war. Bei der Wiederwahl, diesmal als Whig-Kandidat, scheiterte er, so dass er den Kongress nach zwei Jahren wieder verlassen musste. 1839 gelang ihm die Rückkehr; für die im März 1841 beginnende 27. Sitzungsperiode des Kongresses wurde er erneut wiedergewählt. Er legte sein Mandat aber bereits am 5. März nieder, nachdem er vom neu gewählten Präsidenten Harrison als Postminister in dessen Kabinett berufen worden war. Nach Harrisons Tod im folgenden Monat behielte Granger diesen Posten auch unter dessen Nachfolger John Tyler; er schied aber schon am 18. September desselben Jahres wieder aus der Regierung aus, weil er als Nachfolger des zurückgetretenen John Greig erneut ins Repräsentantenhaus gewählt worden war. Seine Amtszeit endete am 3. März 1843; zur Wiederwahl trat er nicht mehr an.
Als Befürworter des Kompromisses von 1850 gehörte Francis Granger zur Whig-Faktion, die Millard Fillmore unterstützte und aufgrund Grangers Haarfarbe als Silver Gray Whigs bekannt wurde. Das Zerwürfnis dieser Gruppierung mit den Anhängern von William H. Seward führte 1855 schließlich zum Ende der Whigs.
Granger leitete die Überreste der Partei als Vorsitzender des Whig National Executive Committee von 1856 bis 1860, als er mit den verbliebenen Mitgliedern, die sich nicht den Republikanern angeschlossen hatten, zur neu gegründeten Constitutional Union Party übertrat. Diese verschwand jedoch schon im Jahr darauf in der Bedeutungslosigkeit. Granger gehörte seinerseits 1861 einem in Washington, D.C. abgehaltenen Friedenskonvent an, der den beginnenden Bürgerkrieg beenden sollte, jedoch erfolglos blieb.